# 金义华
金义华（1948年—），汉族，中华人民共和国政治人物、第十一届全国政协委员。
加入中国共产党后曾担长江航道局组织部部长。2008年3月，当选第十一届全国政协委员，代表中华全国总工会，分入第十七组。